# 정지운 선생 묘
정지운 선생 묘는 경기도 고양시 일산동구 중산동에 있는 조선시대의 무덤이다. 1986년 6월 16일 고양시의 향토문화재 제11호로 지정되었다.

## 개요
묘는 일산동 중산(中山) 마을 고봉산 남쪽 기슭에 위치하고 있으며 배(配) 정부인(貞夫人) 충주 안씨(忠州 安氏)의 묘와 쌍분을 이루고 있다. 묘 앞에는 모두 3기(基)의 묘비와 상석, 향로석, 그 좌우에는 망주석, 문인석을 각각 설치했다. 명종 17년(1562) 5월에 건립한 묘갈(墓碣)에는 ‘추만거사정지운지묘(秋巒居士鄭之雲之墓)’라 새겨져 있는데 비문은 퇴계 이황(李滉)이 짓고 송인(宋寅)이 썼다. 비의 규모는 높이가 157cm, 폭 61cm, 두께 32cm이다. 1981년 2월에 건립한 2기의 묘비는 대리석 비신에 화강암 이수를 갖추었다.
정지운은 조선시대 중기 고양이 않은 대표적인 성리학자로서 고양 8현 중의 한사람이다. 중종 4년(1509)에 출생하여 명종 6년(1561)에 돌아갔다. 자는 정이(靜而)며 호는 추만(秋巒)이다. 본관은 경주(慶州)로서 인필(仁弼)의 아들이다.
일찍이 모재(募齋) 김안국(金安國)과 사재(思齋) 김정국(金正國)의 문하에서 학문에 힘써 성리학을 깊게연구하였다. 성리학의 대가로서 일찍이 [천명도설(天命圖說)]을 저술하여 조화의 이치를 규명한 뒤에 한성에서 퇴계를 만나 수정을 받았다. 이것은 훗날 사칠논쟁(四七論爭)의 발단이 된 중요한 학설인데 이 천명도설의 진본(眞本)은 일본에 있으며 우리나라에서는 단지 마이크로 필름화한 것이 국립중앙도서관에 보관되어 있을 뿐이다.
만은 주희의 성리론을 한층 심화시켜 ‘사단(四端)은 리(理)에서 발(發)하고 칠정(七情)은 기(氣)에서 발한다.’고 주장하며 사단은 리에 그리고 칠정은 기에 배분하여 설명했던 것이다.
고양의 문봉서원(文峰書院)에 제향(祭享)되었다.

## 같이 보기
- 정지운

## 참고 문헌
- 정지운선생묘 - 고양시의 문화관광 - 향토유적